# Villa rustica 2 (Schondorf am Ammersee)
Die Villa rustica 2 auf der Gemarkung Unterschondorf der Gemeinde Schondorf am Ammersee im oberbayerischen Landkreis Landsberg am Lech wurde 2006 entdeckt. Die Villa rustica der römischen Kaiserzeit ist ein geschütztes Bodendenkmal.
Knapp 300 Meter westlich des römischen Bades (siehe Villa rustica 1) am Ammerseeufer zeigen im Jahr 2006 gefundene Tuffsteinbrocken und Ziegel, unter anderem Tubuli einer Hypokaustheizung, den Standort eines römischen Gutshofes an.